# 澤野大地
澤野 大地（さわの だいち、1980年9月16日 - ）は、大阪府大阪市西淀川区出身の日本の元男子陸上競技選手。種目は棒高跳。棒高跳の日本記録保持者であり（5m83cm）、自己最高記録は5m83cm（2005年）、室内で5m70cm（2004年）。血液型AB型。富士通所属。マネジメントはRIGHTS。

## 経歴・人物
小学5年生の時に、父の転勤により現在の千葉県印西市に転居する。木下小学校、印西中学校を卒業。その後、成田高等学校、日本大学、ニシ・スポーツ、千葉陸協を経て現在は富士通陸上競技部所属。通称「エアー大地」。
初めは長距離を行っていたが、中学の監督の勧めで中学1年生から棒高跳を始める。
高校時代には1997年（高2）・1998年（高3）インターハイで連覇を達成。1997年インターハイでは当時の高2最高タイ記録（5m10cm）で優勝。翌98年インターハイでは当時の高校記録（5m25cm(自己)）・ジュニア日本記録を更新し優勝（5m40cm）。同年国体では少年共通男子棒高跳を大会新記録（5m30cm）で優勝。
2003年、2004年の日本選手権にて2年連続日本新記録で連覇を達成。自己記録では、2005年までに3年連続日本記録を更新。陸上ファンから敬意を込めて「エアー大地」の異名をとる。
2003年には自身初の日本記録（5m75cm）を樹立し、同年開催のパリ世界陸上選手権に初出場、決勝進出を果たす。しかし決勝の公式練習中に左太もも肉離れを起こしてしまい、決勝は競技開始直前に涙ながらに棄権した。
2004年のアテネオリンピックでは日本人としてこの種目20年ぶりの決勝進出。結果は13位（5m55cm）。
2005年には優勝確実と言われていた日本選手権で、体調不良にて記録なしに終わり同年開催の世界陸上選手権派遣を一時保留となる。その後、国外での国際陸連主催のグランプリシリーズに参戦。プラハ国際3位、パドパ国際2位、グランプリ最高峰の競技会シリーズ・ゴールデンリーグ第2戦ローマ大会では2位という海外の大会での成果を残し、世界陸上選手権日本代表選手に選ばれた。ヘルシンキ世界陸上選手権では、予選は風、決勝は雨風という悪条件の中8位入賞を果たす（5m50cm）。
2006年には日本人ボウルターとして初のアスレティック・ファイナル出場を果たす。大陸別のワールドカップ代表にも選ばれた。同年開催のアジア競技大会で日本勢としては24年ぶりの金メダルを獲得している。
しかしパリに続き、大阪世界陸上選手権では記録なしという不本意な結果に終わる。為末大や末續慎吾らと共に陸上競技の普及を目指した活動や、海外への転戦歴も多い。ただ、大一番で足がつる、肉離れを起こすなど故障に泣かされた。
北京オリンピックの棒高跳予選では5m55cmの記録に終わり、アテネに続く決勝進出は叶わなかった。
2013年に前田海嘉（当時テレビ東京アナウンサー、現在は同社社員）と結婚。妻との間に一女がいることを明らかにしている。
リオデジャネイロオリンピックでは、アテネオリンピック以来の2度目の決勝進出で日本人選手としては64年ぶり、自身としては初の7位入賞を果たす。
2017年には、日本オリンピック委員会に新設されたアスリート委員会の委員長に就任。
2018年には日本オリンピック委員会の理事に就任している。
2016年より、母校日本大学でスポーツ科学部専任講師として教鞭を執っており、日本大学陸上競技部でもコーチを務めている。
2021年9月30日所属の富士通陸上競技部のHPで現役引退を発表し、同陸上競技部のアドバイザーに就任した。

## 年次ベスト
- 1994年 3m80cm
- 1995年 4m30cm
- 1996年 4m80cm
- 1997年 5m25cm　前高校2年記録（当時高校新記録）
- 1998年 5m40cm　前高校記録（当時ジュニア日本新記録）
- 1999年 5m50cm　前ジュニア日本記録（当時ジュニア日本記録）
- 2000年 5m45cm
- 2001年 5m52cm　前日本学生記録
- 2002年 5m51cm
- 2003年 5m75cm　（当時日本新記録）
- 2004年 5m80cm　同上
- 2005年 5m83cm　日本記録
- 2006年 5m75cm
- 2007年 5m75cm
- 2008年 5m70cm
- 2009年 5m70cm
- 2010年 5m70cm
- 2011年 5m65cm
- 2012年 5m72cm
- 2013年 5m60cm
- 2014年 5m70cm
- 2015年 5m35cm
- 2016年 5m75cm
- 2017年 5m50cm
- 2018年 5m60cm
- 2019年 5m71cm

## 主な戦績

### 国内での成績
- 1997年 インターハイ優勝
- 1998年 インターハイ優勝・国体少年共通棒高跳優勝
- 1999年 日本選手権 棒高跳 1位
- 2000年 日本選手権 棒高跳 1位
- 2003年 日本選手権 棒高跳 1位
- 2004年 日本選手権 棒高跳 1位・国体成年男子棒高跳 1位
- 2005年 静岡国際陸上・国体成年男子棒高跳 1位
- 2006年  日本選手権 棒高跳 1位
- 2006年 国体成年男子棒高跳 1位
- 2007年 静岡国際陸上・大阪グランプリ棒高跳1位
- 2007年 日本選手権 棒高跳 1位
- 2008年 日本選手権 棒高跳 1位
- 2009年 日本選手権 棒高跳 1位
- 2011年 日本選手権 棒高跳 1位
- 2012年 日本選手権 棒高跳 2位
- 2013年 日本選手権 棒高跳 2位
- 2014年 日本選手権 棒高跳 1位
- 2017年 日本選手権 棒高跳 2位
- 2018年 日本選手権 棒高跳 3位

### 国際大会での主な成績
- 1997年 アジアジュニア選手権 棒高跳 5位
- 2002年 アジア選手権 棒高跳 1位
- 2003年 世界室内選手権 棒高跳 予選落ち
- 2003年 世界陸上パリ大会 棒高跳 決勝進出
- 2004年 世界室内選手権 棒高跳 予選落ち
- 2004年 アテネオリンピック 棒高跳 13位
- 2005年 世界陸上ヘルシンキ大会 棒高跳 8位
- 2005年 アジア選手権 棒高跳 1位
- 2006年 アジア室内選手権 棒高跳 優勝
- 2006年 世界室内選手権 棒高跳 予選落ち
- 2006年 プラハ国際 棒高跳 優勝
- 2006年 W杯陸上アテネ大会 棒高跳 2位
- 2006年 IAAFワールドアスレチックファイナル 棒高跳 6位
- 2006年 アジア大会 棒高跳 優勝
- 2007年 プレフォンテーン・クラシック 棒高跳 4位
- 2007年 ローザンヌ国際 棒高跳 6位
- 2007年 モナコ国際 棒高跳 5位
- 2007年 世界陸上大阪大会棒高跳 予選落ち(記録なし)
- 2008年 アジア室内選手権棒高跳 優勝
- 2008年 世界室内選手権 棒高跳 予選落ち
- 2008年 北京オリンピック 棒高跳 予選落ち
- 2009年 世界陸上ベルリン大会 棒高跳　決勝進出
- 2009年 アジア選手権 棒高跳 3位
- 2011年 アジア選手権 棒高跳 優勝
- 2011年 世界陸上テグ大会 棒高跳　決勝進出
- 2013年 世界陸上モスクワ大会 棒高跳 予選落ち
- 2014年 アジア大会 棒高跳 2位
- 2016年 リオデジャネイロオリンピック 棒高跳 7位入賞